# Радиоинтерферометрия со сверхдлинными базами

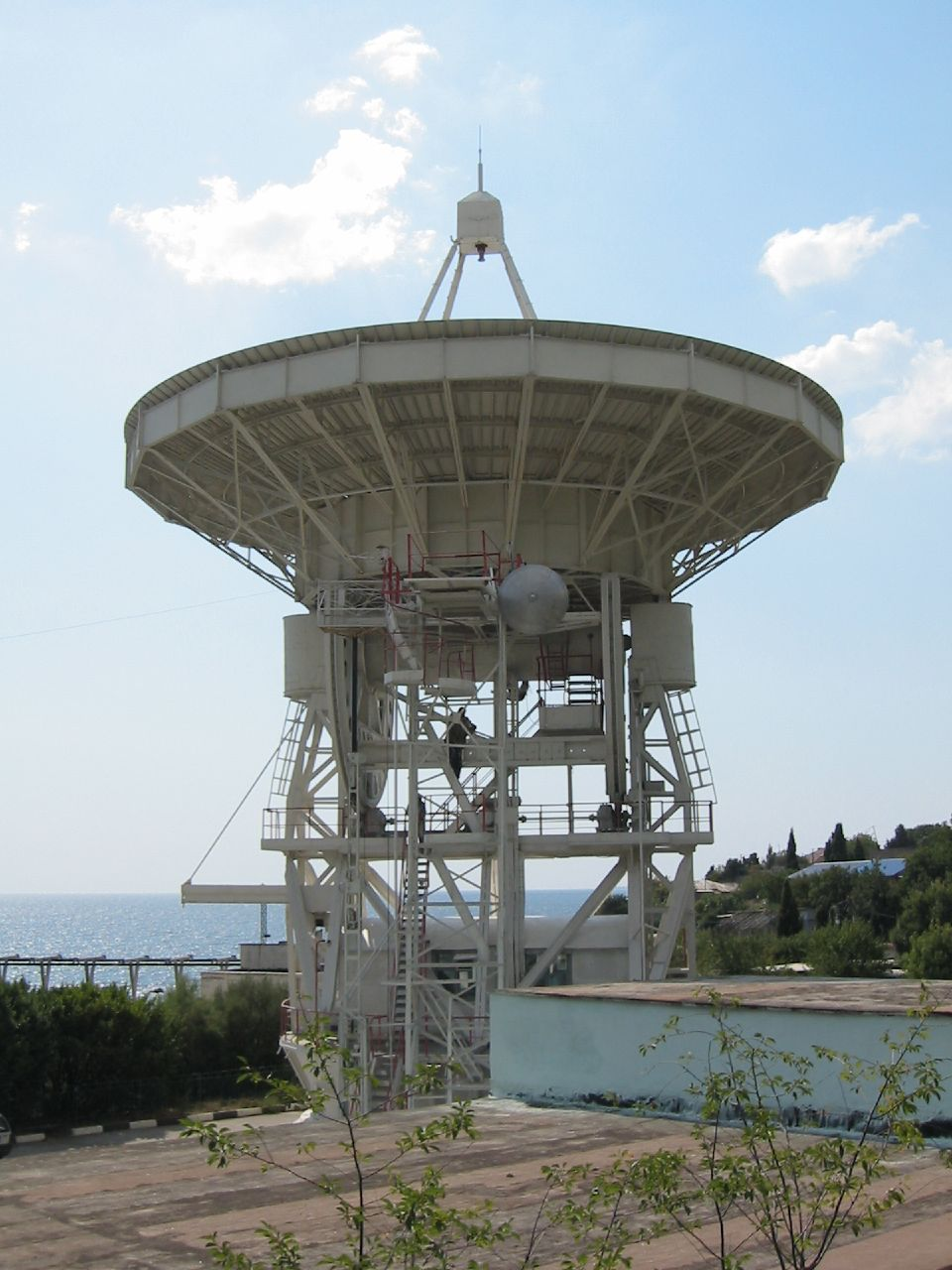
Радиотелескоп РТ-22 в Симеизской обсерватории.

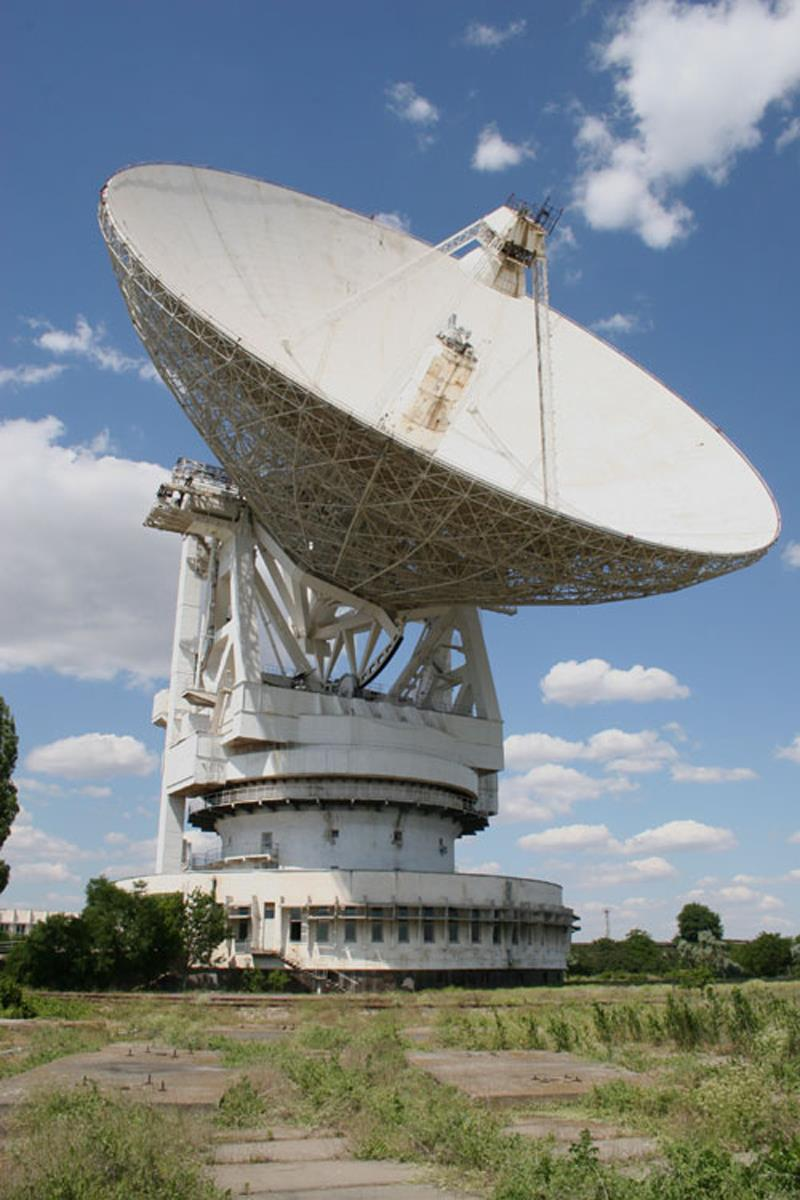
70-м радиотелескоп П-2500 (РТ-70) в Евпатории.

Радиоинтерферометрия со сверхдлинными базами (РСДБ, англ. very-long-baseline interferometry, VLBI) — вид интерферометрии, используемый в радиоастрономии, при котором приёмные элементы интерферометра (телескопы) располагаются не ближе, чем на континентальных расстояниях друг от друга.
При этом управление элементами РСДБ интерферометра производится независимо, без непосредственной коммутационной линии связи, в отличие от обычного радиоинтерферометра. Запись данных осуществляется на носители информации с последующей корреляционной обработкой на специализированном вычислительном оборудовании — корреляторе.
… если труба Галилея открыла человечеству Солнечную систему, то РСДБ — весь окружающий мир.Л. И. Матвеенко
Метод РСДБ позволяет объединять наблюдения, совершаемые несколькими телескопами, и тем самым имитировать телескоп, размеры которого равны максимальному расстоянию между исходными телескопами. Угловое разрешение РСДБ в десятки тысяч раз превышает разрешающую силу лучших оптических инструментов.

## История

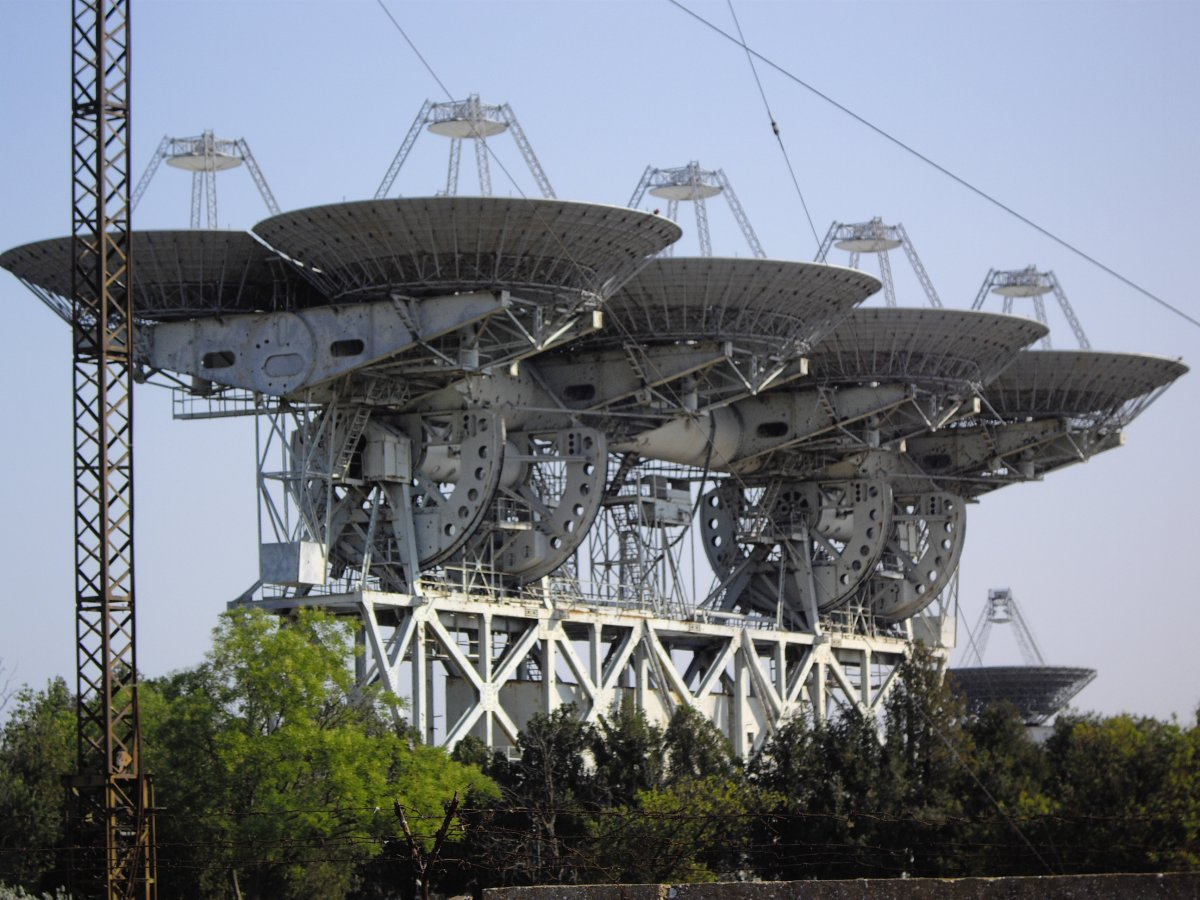
Одна из АДУ-1000 в ЦДКС.

История создания и развития РСДБ непосредственно связана с освоением космического пространства. Вместе с ним начался этап бурного развития и становления радиоастрономии.
Для определения траекторий «Лунников» радиоастрономы ФИАН в конце 1950-х создают радиоинтерферометр.
РСДБ-метод был реализован в 1967 году учёными США и, независимо, Канады. В конце 1968 года были начаты работы по вводу в действие РТ-22 КрАО на длине волны 3 см.
C 1970-х годов практически все крупные радиотелескопы мира объединяются в единую глобальную сеть.
Успехи метода РСДБ в астрофизике заложили фундамент развития прикладных направлений на принципиально новой основе, в том числе прецизионной астрометрии.
Первый в мире РСДБ эксперимент с внеатмосферным радиотелескопом был проведён в 1979 году на станции Салют-6 с 10-метровой антенной радиотелескопа КРТ-10 и РТ-70 в Евпатории.

## РСДБ-сети
Существующие РСДБ-сети расположены в Австралии, Европе, Канаде, России, США и Японии:
- КВАЗАР — российская РСДБ-сеть Института прикладной астрономии РАН. Действует постоянно. В состав входят радиоастрономические обсерватории «Светлое», «Зеленчукская» и «Бадары» и Центр управления, сбора и обработки данных. Образуемый диаметр «зеркала» более 4400 км.
- EVN — европейская сеть РСДБ. Имеет наибольшую чувствительность. Проводит наблюдения только три раза в год. Каждая сессия длится около трёх недель, и состоит из идущих друг за другом отдельных сеансов. EVN используется главным образом для астрофизических исследований. Данные наблюдений обрабатываются в центре корреляционной обработки, расположенном в Объединённом европейском институте РСДБ[англ.] (англ. Joint Institute for VLBI in Europe — JIVE) в Нидерландах.
- VLBA — национальная РСДБ-сеть США. Функционирует круглый год.

## Применение
- Эксперимент по определению скорости гравитации (2003)
- Проект «Радиоастрон» (2011) представляет собой радиоинтерферометр в составе космического телескопа «Спектр-Р» и наземных радиотелескопов. Высота орбиты «Спектра-Р» составляет 390 тысяч км, что делает проект самым длинным радиоинтерферометром на сегодняшний день. Разрешение системы достигнет 8 микросекунд дуги.